# La Mort de Jules César
La Mort de Jules César, també coneguda com La Rêve de Shakespeare, era curtmetratge mut francès del 1907 dirigit per Georges Méliès

## Producció
El mateix Méliès interpreta Shakespeare a la pel·lícula. La pel·lícula va ser la seva darrera obra cinematogràfica derivada de les obres de teatre de William Shakespeare; A principis del mateix any, Méliès havia filmat una adaptació cinematogràfica de Hamlet de Shakespeare.

## Llançament i recepció
La Mort de Jules César va ser llançat per la Star Film Company de Méliès, i està numerat del 995 al 999 als seus catàlegs. Es va registrar com a copyright nord-americà a la Biblioteca del Congrés dels Estats Units el 25 d'octubre de 1907. Actualment es presumeix que la pel·lícula és perduda.
L'estudiós cinematogràfic Robert Hamilton Ball, en el seu estudi de les pel·lícules mudes de Shakespeare, qualifica la pel·lícula "un petit escenari agradable", però comenta que el quadre final de la pel·lícula, que recorda força el treball de Méliès com a mag, "malauradament mostra... la necessitat d'una transformació, encara que sigui inadequat." L'estudiosa del cinema Judith Buchanan subratlla l'efecte polític cosmopolita d'aquesta escena final, que descriu com un "homenatge sentimental a un poeta universalitzador". Buchanan argumenta que aquesta visió global de Shakespeare posa la pel·lícula de Méliès en fort contrast amb la següent adaptació coneguda de l'obra, Julius Caesar de Vitagraph Studios l'any següent; La versió de Vitagraph va subratllar molt la seva americanitat i va prioritzar el "patriotisme individual" per sobre de les preocupacions globals.
En un article sobre el cinema shakespearià, Anthony Guneratne esmenta la pel·lícula, destacant que en "mostrar el poeta lluitant per dramatitzar material difícil", Méliès va crear "un precursor dominat pels efectes especials de Shakespeare in Love". La historiadora Deborah Cartmell comenta: "No és difícil especular que la decisió de Méliès d'interpretar el paper del dramaturg és una afirmació implícita que el cineasta és 'el nou Shakespeare', però, com que la pel·lícula ja no està disponible, és impossible saber fins on es pot portar això."